# Брэддик, Майкл
Майкл Брэддик (Michael J. Braddick; род. 29 августа 1962) — британский историк, специалист по ранней современной Британии (XVII века). Доктор философии, профессор, профессор Шеффилдского университета. Член Британской академии (2013).

## Биография и творчество
Получил в Кембридже степени бакалавра и доктора философии. До перехода в Шеффилд в 1990 году, состоял ассистент-профессором в Университете Алабамы. В 2016-19 гг. директор Global Humanities Initiative (Шеффилд). Член редколлегии Past & Present.
Автор около 50 работ, пяти книг:
- The Nerves of State. Taxation and the Financing of the English State, 1558-1714 {Рец.}
- State Formation in Early Modern England, c. 1550–1700 (Cambridge University Press, 2000) {Рец.}
- God’s Fury, England’s Fire: A New History of the English Civil Wars (2009) {Рец.: , , }
- The Common Freedom of the People John Lilburne and the English Revolution (OUP, 2018) {Рец.: , }
- A Useful History of Britain: The politics of getting things done (Oxford UP, 2021)[6] {Рец. Lincoln Allison[англ.]}

Редактор The Oxford Handbook of the English Revolution (2015) {Рец.}. Соредактор (с Jo Innes) Suffering and Happiness in England 1550—1850: Narratives and Representations: A collection to honour Paul Slack. Соредактор (с Дэвидом Армитиджем) The British Atlantic World, 1500—1800 {Рец.}.